# سامر الريموني
سامر الريموني هو شاعر أردني باللغة الإنجليزية وناشط من أجل حقوق الطفل وحاصل على درجة الدكتوراه في الفلسفة وقد عمل في مجال الاستشارات الاستثمارية والوساطة في باريس، فرنسا. كما يحافظ على وجوده في الدوائر الفكرية كشاعر وناشط، ويقوم بحملات من أجل القضايا الإنسانية المعاصرة.